# Presidentvalet i Frankrike 2017
Presidentvalet i Frankrike 2017 var ett ordinarie val till ämbetet som Republiken Frankrikes president, där Emmanuel Macron valdes till president för mandatperioden 2017–2022 i den andra valomgången. Valets första valomgång ägde rum den 23 april 2017. De två kandidater som fick flest röster - mittenkandidaten Emmanuel Macron och nationalisten Marine Le Pen - möttes sedan i den andra valomgången den 7 maj 2017. Macron vann presidentvalet, men det tillkännagavs officiellt den 11 maj 2017. Presidentvalet följdes av parlamentsvalet i Frankrike 2017 den 11 och 18 juni.
Den avgående president François Hollande från Socialistpartiet hade möjlighet att ställa upp för en andra mandatperiod, men deklarerade den 1 december 2016 att han inte stod till förfogande i valet på grund av sina dåliga opinionssiffror.
François Fillon från konservativa Republikanerna och Marine Le Pen från nationalistiska Front National ledde i opinionsmätningarna för den första valomgången mellan november 2016 och mitten av januari 2017. I slutet av januari och början av februari 2017 visade opinionsmätningarna att avståndet minskade mellan Fillon och Macron, tillhörande En Marche! samt socialistpartiets kandidat Benoît Hamon. Efter att den satiriska veckotidningen Le Canard enchaîné avslöjat i januari 2017 att Fillon tidigare hade använt nästan 1 miljon euro i skattemedel för att anställa sin fru som parlamentarisk assistent, gick Macron om Fillon i opinionsmätningarna för första valomgången. Under valkampanjen tappade både Macron och Le Pen i stöd liksom Hamon, samtidigt som vänsterkandidaten Jean-Luc Mélenchon ökade. Dock bibehöll Macron och Le Pen ställningen som de två ledande kandidaterna och vann flest röster i första valomgången.
Opinionsmätningar inför andra valomgången pekade på att Macron skulle vinna mot Le Pen med omkring 20 procentenheter. Fillon och Hamon ställde sig bakom Macron, men vänsterkandidaten Jean-Luc Mélenchon vägrade ställa sig bakom varken Macron eller Le Pen.